# Ungaliophis panamensis
Ungaliophis panamensis là một loài rắn trong họ Boidae. Loài này được Schmidt mô tả khoa học đầu tiên năm 1933.